# Gastronomía de Ceuta

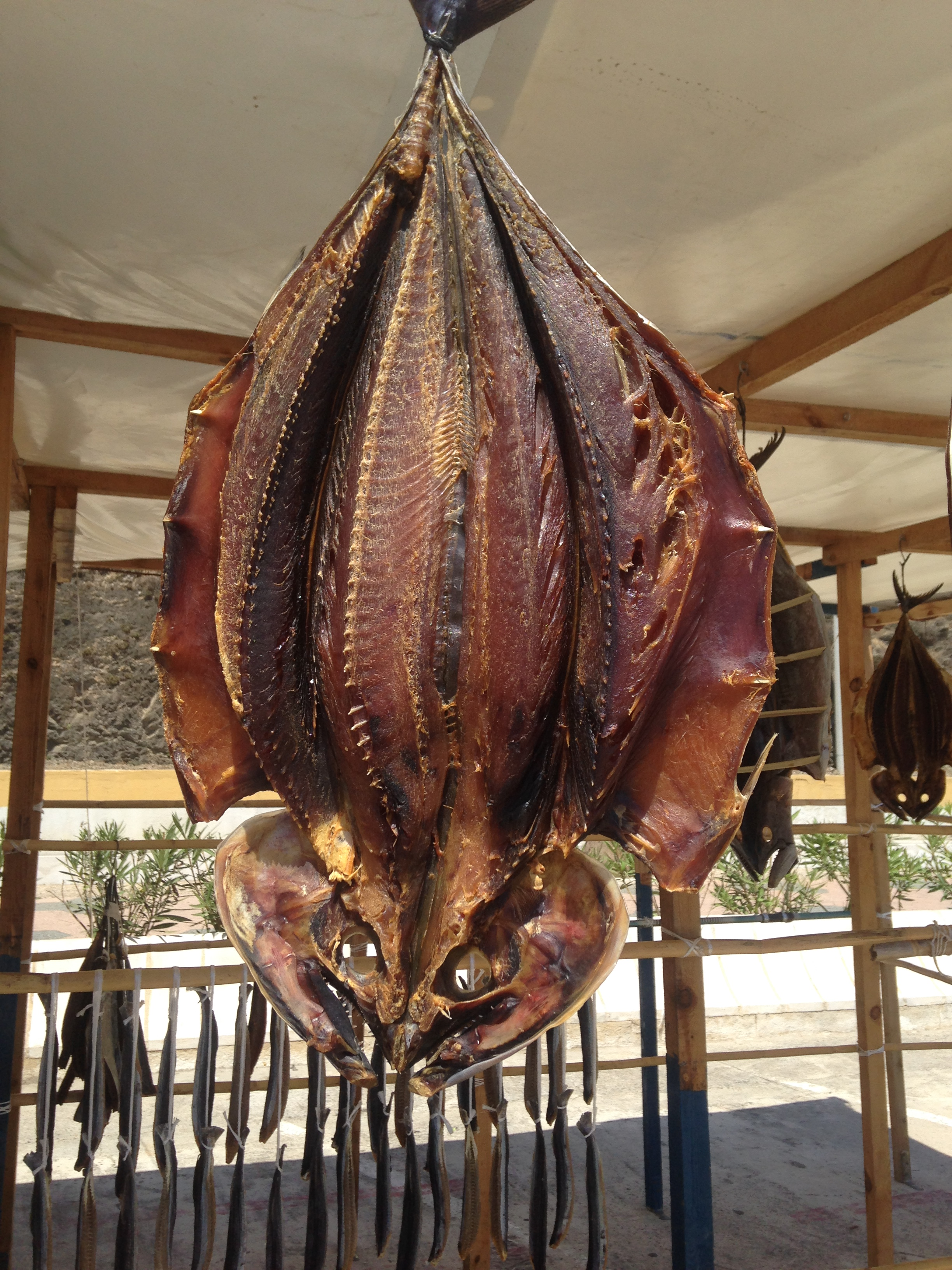
Salazón de bonito en el secadero de la playa del Chorrillo

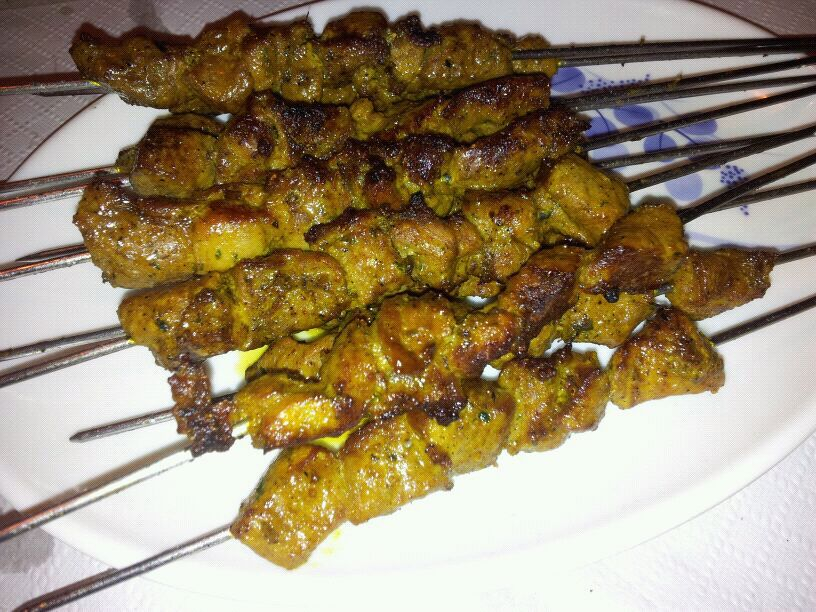
Pinchos de cordero

La gastronomía de Ceuta es el conjunto de platos típicos que podemos encontrar en Ceuta (España). Es una gastronomía que por su situación geográfica, tradicionalmente ha sido y es principalmente marinera, además de incorporar ingredientes de importación, debido a la escasez de suelos cultivables. Se trata de una gastronomía  «mestiza» debido a las múltiples influencias que ha ido recibiendo en función de la procedencia cultural de sus gentes: musulmanes, judíos, hindúes, o cristianos, quienes, en los diferentes hogares elaboran sus propias recetas tradicionales, pero también se ha producido intercambio y mezcla entre elementos culinarios de las diferentes culturas, lo que da origen a platos novedosos que no se encuentran en otros lugares.
Su recetario se nutre principalmente de las gastronomías andaluza, andalusí y marroquí. Como no podía ser de otra manera es parte de la dieta mediterránea.

## Ingredientes

### Pescado y marisco

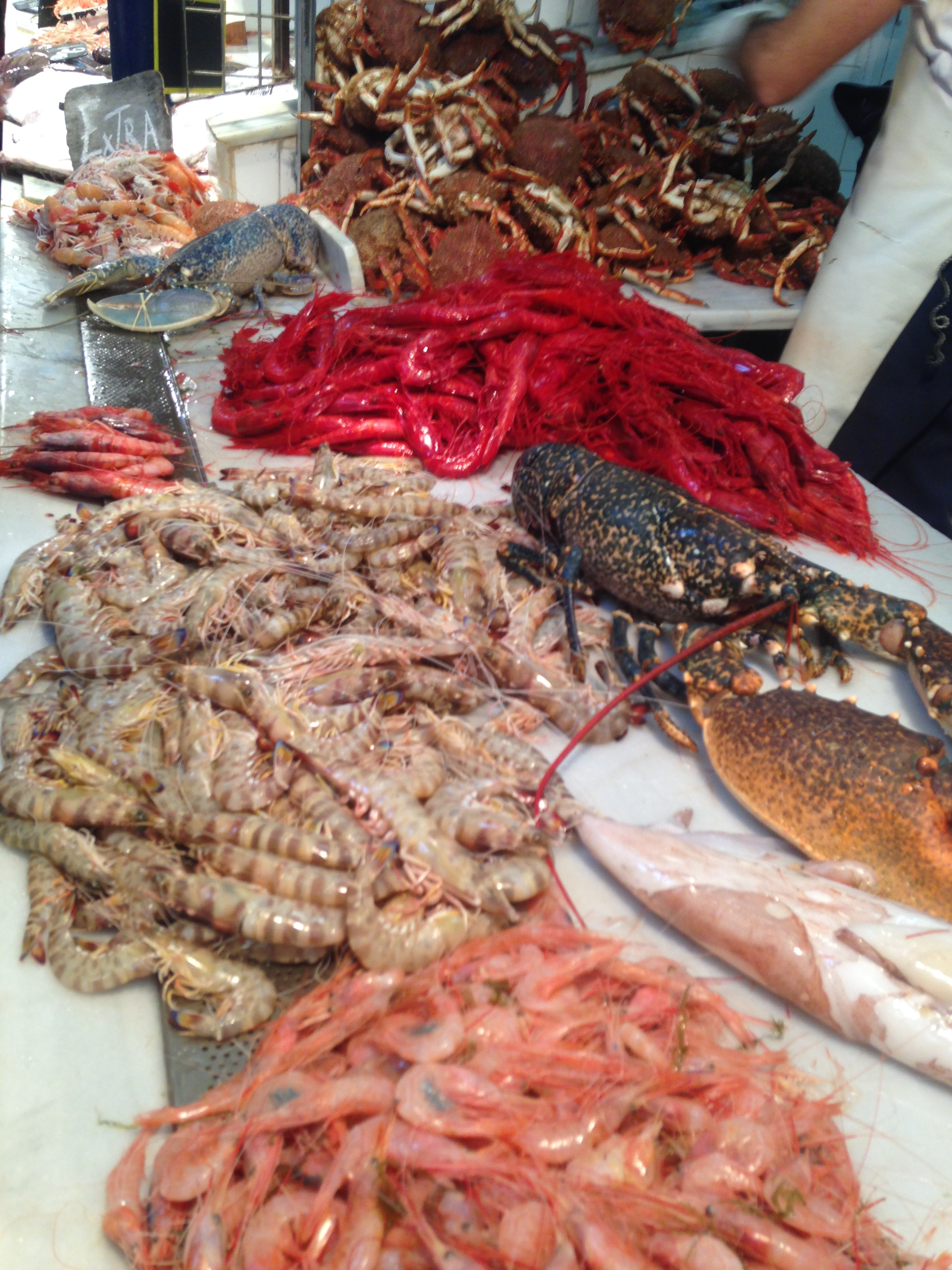
Marisco en la plaza de abastos de Ceuta

Por su localización, entre el mar mediterráneo el océano Atlántico y la frontera con Marruecos, ofrece pescados y mariscos de calidad única, y que ocupan un lugar privilegiado en la mesa. Consumidos tanto frescos, como en salazones. Es destacable la pesca de tunidos en las almadrabetas, de la bahía sur de la ciudad, y la pesca submarina de sus fondos.
En la plaza de abastos podemos encontrar frescos como: bonito, aguja pala, meros, salmonetes, acedias, pijotas, caballas, boquerones, sardinas, rosadas, brótolas, samas, voraces, gallos del estrecho, cazones, rodaballo, chocos, calamares, melva, albacora, listado, almejas, coquinas, conchas fina, langostinos, burgaillos, cigalas, gambas y centollas; que admiten un sinfín de posibilidades a la hora de cocinarse.
La industria salazonera y conservera Ceutí, ya fue conocida en la antigua Roma por su salsamenta y su garum, y herencia de ello, han llegado hasta nuestros días los salazones de bonitos y el "volaó"..

### Fruta y verdura
En temporada podemos encontrar los higos chumbos en la plaza de abastos que crecen salvajes en las laderas de la ciudad, verduras y demás frutas siempre han entrado por el puerto procedentes de la península o desde el otro lado de la frontera debido a la escasez de terreno para cultivo.
Existen diversas preparaciones con verduras, influencias de los dos lados del estrecho, como el tajín de verduras, el gazpacho, o la harira.

### Carne

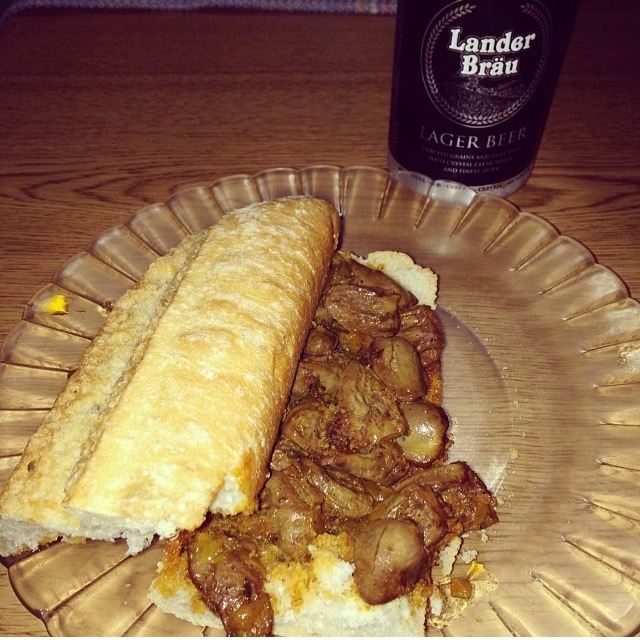
Bocadillo de corazones Ceuta

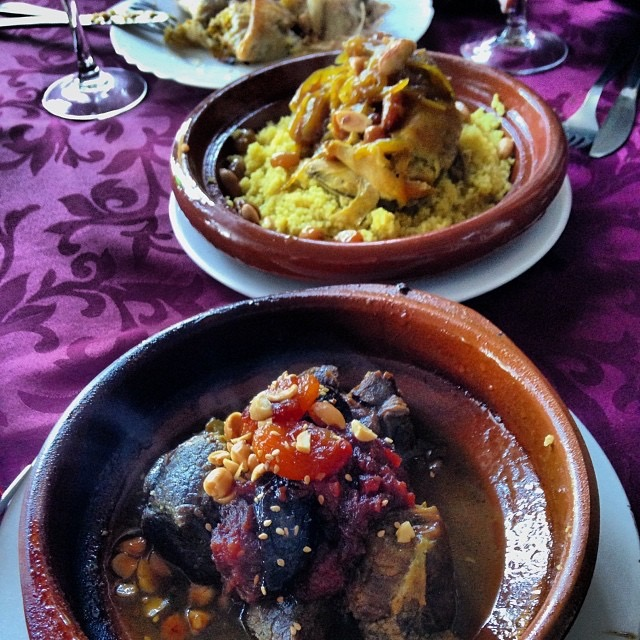
Cúscus de pollo y kefta de cordero

Son clásicos los pinchos morunos de ternera, cordero o pollo, que se pueden degustar en casi cualquier terraza que tenga un anafe, y los tradicionales y exclusivos corazones de pollo ambos elaborados con diferentes mezclas de especias.
Las breuats y las pastelas las podemos encontrar en casi cualquier pastelería local.

## Especias

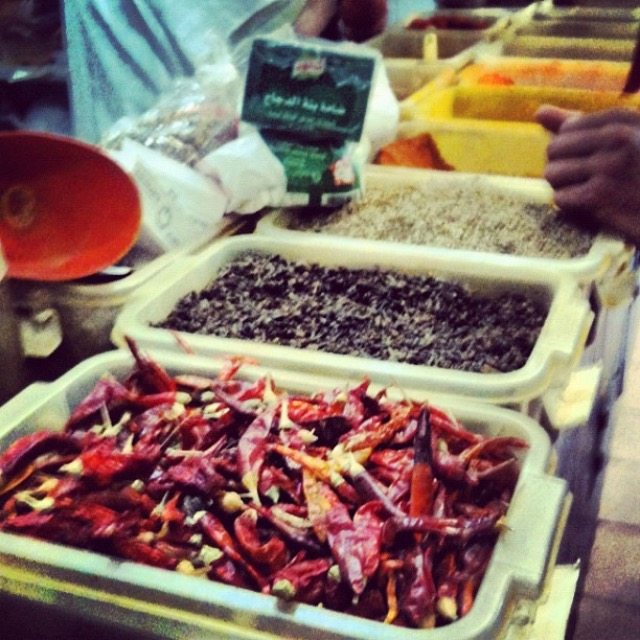
Especias en la plaza de abastos de Ceuta

Ocupan un papel bien importante en la cocina de Ceuta, acompañan a muchos platos tanto de herencia árabe como de herencia Andaluza.
Las especias más comunes que podemos encontrar son la canela, el comino, la cúrcuma, el jengibre, la pimienta negra, el pimentón, anís, coriandro, azafrán y cilantro. 
Se emplean también mezclas de especias realizadas por los comerciantes y denominadas ras al hanut, el número de especias es muy diverso y su composición y proporciones son secreto de cada tienda, y preparado al gusto del consumidor.

## Dulces y postres
En el apartado de postres destacan las torrijas, las chuparquías o pestiños y las pastelas. 
Desde 1917 existe una fábrica familiar de chocolates y cafés, cuyos productos son ya tradicionales y populares en la ciudad, y que solo se pueden encontrar aquí.

## Bebida

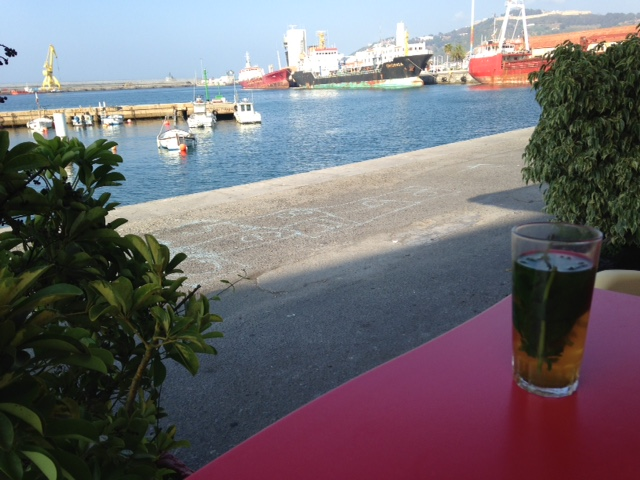
Té moruno en el puerto de Ceuta

El té verde con hierbabuena se puede degustar en cualquier cafería o cafetín a cualquier hora.
En la ciudad existió una fábrica de cervezas que cerró a finales de siglo pasado, dejando un fuerte carácter cervecero entre la población. Actualmente la ciudad cuenta con una micro-fábrica de cerveza artesanal que distribuye a la mayoría de establecimientos.

## Bocadillos
Son muy típicas las pequeñas hamburgueserías-bocaterías que salpican la ciudad, donde ponen los bocadillos denominados camperos, los cuales se hacen con un mollete de mayores dimensiones que el habitual, con una base de lechuga, tomate, queso, cebolla, mayonesa, y acompañados de gran variedad de ingredientes, especialmente de pechuga de pollo o corazones.

## Platos
Algunos platos típicos son: 
- Papas con choco
- Gazpachuelo
- Ensalada de «volaor»
- Cuscús
- Ensalada de zanahorias con comino
- Bonito almadraba
- Estofado de melva
- Pollo a la moruna
- Trenzas de Agustina
- Caballas a la moruna
- Caballas a la mar chica
- Pastel de bonito
- Sopa de fideos gordos con pescado

## Tapas

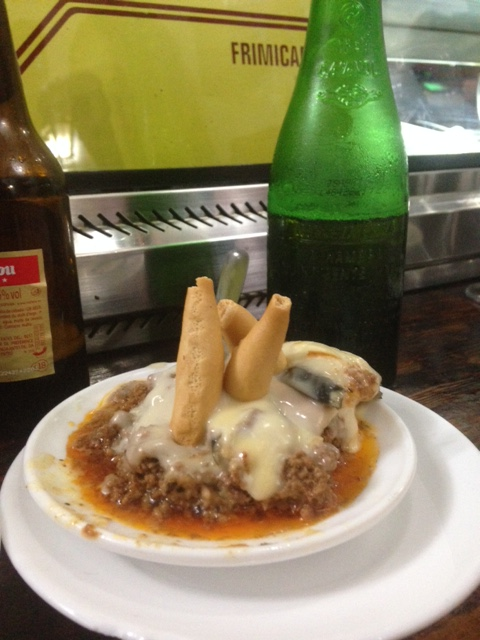
Tapa de musaca en Ceuta

Tradicionalmente ha existido una gran variedad, por lo que muchas de ellas tienen un nombre propio. No es difícil encontrar tapas de corazones, pescaito frito, montaditos, o cuscús en los diferentes establecimientos de la ciudad.